# Municipio Xalapa
Koordinaten: 19° 35′ N, 96° 56′ W
Das Municipio Xalapa ist eines von 212 Municipios im mexikanischen Bundesstaat Veracruz. Das Municipio ist praktisch deckungsgleich mit der Stadt Xalapa, der Hauptstadt des Bundesstaates Veracruz.

## Geografie
Das Municipio Xalapa liegt in den östlichen Ausläufern des Cofre de Perote und befindet sich auf einer Höhe zwischen 700 und 1.600 Metern über Meer. Begrenzt wird die Verwaltungseinheit durch sechs benachbarte Municipios:
| Banderilla      | Jilotepec | Naolinco        |
| Tlalnelhuayocan | Kompass   |                 |
| Coatepec        |           | Emiliano Zapata |

Das Municipio Xalapa weist eine Fläche von 124,4 km² auf, wobei davon rund 50 Prozent der Fläche das urbane Gebiet der Stadt Xalapa ist.

## Einwohner

### Aktuelle Kennzahlen
Im Municipio lebten 2015 insgesamt 480.841 Einwohnern, wobei das Geschlechterverhältnis mit 52,9 Prozent Frauen zu 47,1 Prozent Männern relativ ausgeglichen war.
Die Bevölkerung lebte dabei in 139.297 Häusern, wobei 99,1 Prozent der Wasserversorgung angeschlossen waren. 99,6 Prozent besaßen 2015 einen Stromanschluss. 40,5 Prozent aller Haushalte wiesen ein Auto aus, 96,8 Prozent einen Fernseher, knapp jeder zweite Haushalt einen Computer sowie einen Internetanschluss. Mobiltelefone waren in 90,1 Prozent der Haushalte zu finden.
Mit diesen Kennzahlen zählt das Municipio Xalapa zu den am stärksten entwickelten Municipios des Bundesstaates Veracruz. Dies ist darauf zurückzuführen, dass die Stadt Xalapa einen Großteil des Municipios ausmacht.
Für das Jahr 2017 wurden mit 502.151 Einwohnern zum ersten Mal die Größe einer halben Million Einwohner projektiert. Dies entspräche rund 6,15 Prozent der Bevölkerung des Bundesstaates Veracruz.

### Historische Entwicklung
Beim Zensus von 1910 umfasste der damalige Canton Jalapa 92.249 Einwohner. Der mit Abstand größte Beschäftigungszweig war die Landwirtschaft (Männer) sowie Haushaltsarbeiten (Frauen). Dennoch können die damaligen Zahlen nicht in die untenstehende Tabelle der Entwicklung genommen werden, da die heutigen Municipios eine andere Fläche aufweisen als die damaligen Cantones.

Verlässliche Daten zur Einwohnerentwicklung im Municipio Xalapa (bzw. nach alter Schreibweise Municipio Jalapa) sind seit 1930 vorhanden. Es lässt sich dabei ein deutliches Bevölkerungswachstum seit 1960 erkennen. In den letzten Jahrzehnten wuchs die Bevölkerung des Municipios jeweils zwischen 0,99 Prozent (2000–2005) und 3,54 Prozent (1995–2000).

| Jahr          | 1930   | 1940   | 1950   | 1960   | 1970    | 1980    | 1990    | 1995    | 2000    | 2005    | 2010    | 2015    |
| Einwohnerzahl | 40.246 | 46.827 | 59.275 | 78.120 | 130.380 | 212.769 | 288.454 | 324.081 | 390.590 | 413.136 | 457.928 | 480.841 |
| Quelle        | [ 4 ]  | [ 5 ]  | [ 6 ]  | [ 7 ]  | [ 8 ]   | [ 9 ]   | [ 10 ]  | [ 11 ]  | [ 12 ]  | [ 13 ]  | [ 14 ]  | [ 15 ]  |

Xalapa stellte dabei immer den größten Ort innerhalb des Municipios. Auch bevölkerungsmäßig lebte die große Mehrheit jeweils in der Stadt.

## Orte
Das Municipio Xalapa umfasst 55 bewohnte localidades, von denen 5 vom INEGI als urban klassifiziert sind. Es sind dies (2010):
| Ort                   | Einwohner |
| Xalapa                | 424.755   |
| Colonia Santa Bárbara | 8.617     |
| Lomas Verdes          | 6.583     |
| El Castillo           | 5.154     |
| Las Fuentes           | 3.039     |

Weitere Orte sind vorwiegend kleine Örtlichkeiten mit weniger als 500 Einwohnern.